# 김용금
| 한국에너지공단 초대 이사장 김용금 金容金 \| KIM, YONGKUM |                                                           |
|                                                          |                                                           |
| 출생                                                     | 1926년 7월 16일                                           |
| 사망                                                     | 2007년 5월 1일 (향년 81세)                                |
| 본관                                                     | 광산 김씨                                                 |
| 재임기간                                                 | 한국에너지공단 초대 이사장                                |
| 재임기간                                                 | 1980년 ~ 1983년                                           |
| 성별                                                     | 남성                                                      |
| 국적                                                     | 대한민국                                                  |
| 직업                                                     | 군인, 경제인                                              |
| 배우자                                                   | 김선희                                                    |
| 자녀                                                     | 아들 김중섭 (경희대 명예교수, 숙명여대 석좌교수)          |
| 경력                                                     | 한국에너지공단 초대 이사장 대한광업진흥공사 2대 이사장 등 |
| 군사 경력                                                |                                                           |
| 임관                                                     | 육군사관학교 (7기)                                        |
| 최종 계급                                                | 중장 (대한민국 육군)                                      |
| 주요 보직                                                | 육국7사단장 국방부인사국장 합참정보국장 국방부직할 부대장 |
| 참전                                                     | 6.25 전쟁(51년 고양포전투, 52년 금화전투)                 |
| 상훈                                                     | 무공훈장 3등급 충무 보국훈장 1등급 통일(확인 중)          |

김용금 장군(한자: 金容金, 1926년 5월 17일 – 2008년 5월 1일)은 대한민국의 군인, 경제인이다. 본관은 광산 김씨, 최종 계급은 중장이다. 충무무공훈장, 보국훈장 통일장 등을 받았다.

## 생애
김용금 장군은 1951년 고양포 전투와 1952년 금화 전투에서 포병 대대장으로 많은 전공을 세웠다. 이후 육군 7사단장을 거쳐 국방부 인사국장, 합참 정보국장 등 주요 보직을 역임하였다. 또한 국방부 직할 부대장으로도 활동한 바 있다.
예편 후에는 에너지관리공단 이사장, 한국광업진흥공사 이사장 등으로 활동하며, 경제 분야에도 기여하였다.
김용금 장군은 2008년 5월 1일 경기도 성남시에서 사망하였다. 유해는 국립대전현충원에 안장되었다.